# Червониці
Червониці — чоботи зі шкіри червоного кольору. Поширені в Україні у XIX ст. і в кожному регіоні цей різновид чоботів мав свої особливості. Характерними з них можна виділити: спосіб крою, форму, колір, оздоблення. Вони були як для щоденного використання, так і спеціально святкові. Назва чобіт «червониці» вказує на одноколірність.